# Isklass

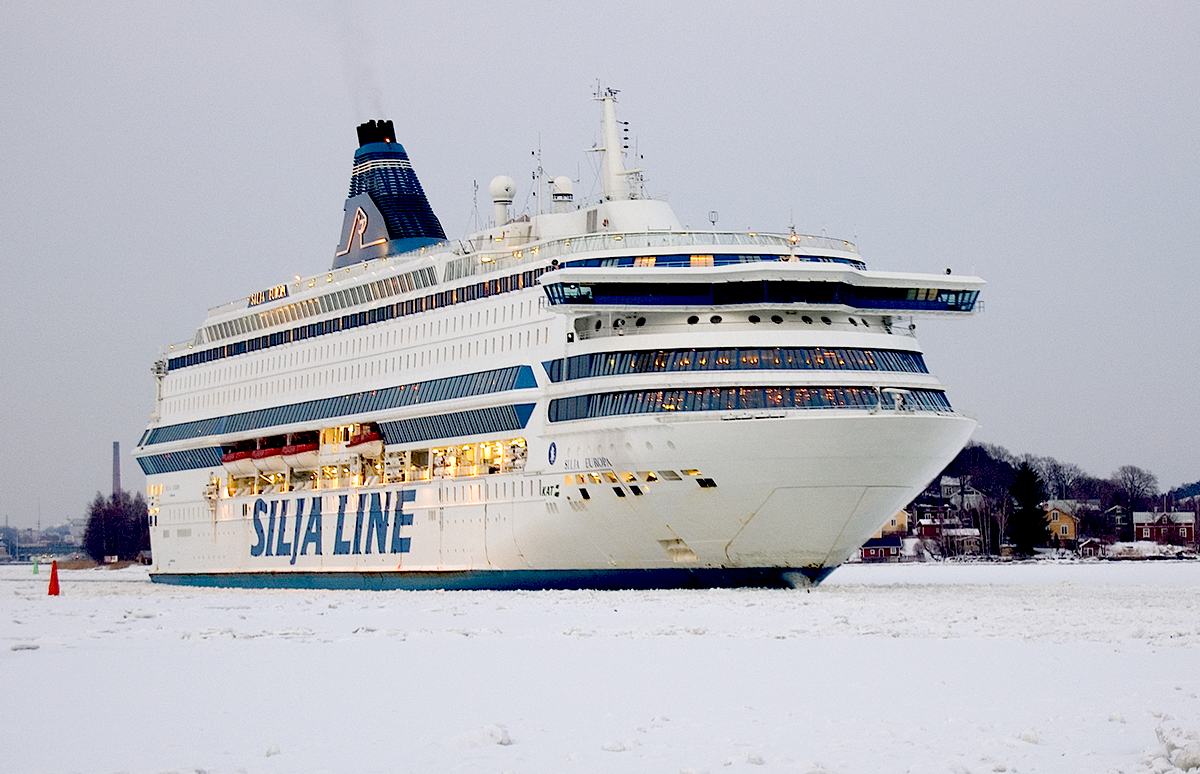
Ungefär hälften av det finländsks tonnaget är i isklass 1A Super och behöver därmed isbrytarassistans endast i undantagsfall.

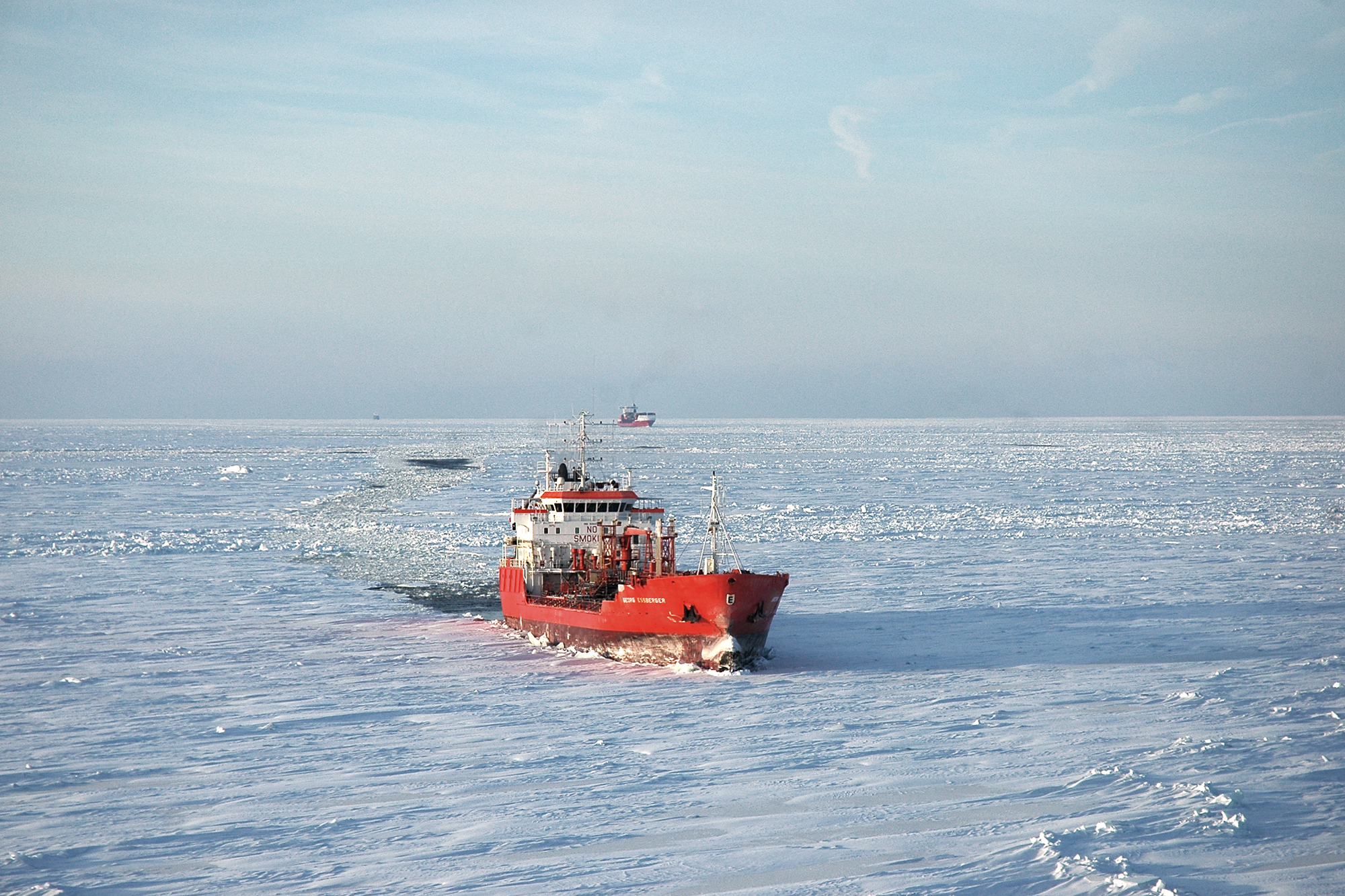
Produkttankern Georg Essberger i isklass 1A väntar på isbrytarassistans utanför Lovisa i Finska viken.

En isklass är ett mått på hur bra ett fartyg klarar att gå i is. Ett isklassat fartyg har tillräckligt starkt skrov och, beroende på isklass, lämplig skrovform, tillräckligt stark motor och tekniska lösningar som lämpar sig för ändamålet. Olika klassningssällskap har olika system för isklasser, men många av dessa erkänns att motsvara isklasserna i andra system.

## Problem vid gång i is
Vid gång i is måste skrovet hålla för istrycket, också då detta koncentreras till mindre ytor. Därför är isklassade fartyg isförstärkta, i synnerhet i den främre delen av fartyget och i ett bälte kring vattenlinjen. På Östersjön sträcker sig isförstärkningen vad gäller spanten ungefär en meter över och en till två meter under vattenlinjen, vad gäller bordläggningen ungefär en halv meter ovan och en till två meter under vattenlinjen. Själva fören kan behöva förstärkas ytterligare. Ett största och minsta djupgående i is måste fastställas, för att isförstärkningen skall vara effektiv.
Isen och behovet att backa i is kan skapa stora belastningar som inte uppstår vid normal gång, i synnerhet på roder, propellrar och utskjutande delar av skrovet. Detta måste beaktas då fartyget planeras. Dessutom kan isen blockera ventiler och ställa till med andra problem, liksom låga temperaturer kan få bränsle trögflytande och vatten att frysa, om tankarna inte är uppvärmda. Isbrytare måste vid behov kunna bogsera fartyget effektivt.

## Standardisering
Isklasserna i olika delar av världen är inte de samma, utan grundar sig delvis på klassningssällskapens egna definitioner. Internationella sjöfartsorganisationen (IMO) och klassningssällskapens organisation (IACS) har dock numera utarbetat standarder, varav en motsvarar det finsk-svenska systemet som används på Östersjön. Isklasser i ett system kan godkännas motsvara isklasser i ett annat system.

## Isklasser på Östersjön
| Finland/Sverige | Tyskland | Ryssland | Istjocklek |
| --------------- | -------- | -------- | ---------- |
| IA Super        | E4       | LU5      | > 100 cm   |
| IA              | E3       | LU4      | > 50 cm    |
| IB              | E2       | LU3      | 30 – 50 cm |
| IC              | E1       | LU2      | 15 – 30 cm |
| II              | E        | LU1      | 10 – 15 cm |

Det finländsk-svenska system som används för förstaårsis i Östersjön har sex klasser med olika krav på konstruktion, maskinstyrka och prestanda i is. Isklassföreskrifterna diskuterar bland annat dimensionering av bordläggningsplåtar och spant, krafter som propellrarna utsätts för och flera enskilda konstruktionsdetaljer. Farledsavgifterna kan vara lägre för fartyg med högre isklass. Vid svåra isförhållanden assisteras endast fartyg med minst viss isklass, lastkapacitet och lastmängd per hamn.
Fartyg av den högsta klassen, IA Super, skall klara också svåra isförhållanden i regel utan hjälp av isbrytare. Fartygen skall ha tillräckligt starkt skrov, tillräcklig maskineffekt i förhållande till fartygets dimensioner (minst 2800 kW) och lämplig skrovform.
Fartyg av klass IA skall också klara svåra isförhållanden, klass IB medelsvåra och IC lätta isförhållanden, alla vid behov med isbrytarassistans. De skall ha tillräckligt starkt skrov och tillräcklig maskineffekt i förhållande till fartygets dimensioner (minst 1 000 kW).
Klass II är inte isförstärkt, men klarar svag is, och klass III är för övriga fartyg.
En typisk isvinter begränsas trafiken till norra Bottenviken en bit in i december, trafiken till de flesta finska hamnar mot slutet av januari och isklass I krävs för alla hamnar under mars månad. I nordligaste Bottenviken krävs isklass IA från den 21 januari till den 10 maj och den svåraste tiden krävs 4000 DWT. Begränsningarna varierar från år till år.